# Rhodanthemum kesticum
Rhodanthemum kesticum là một loài thực vật có hoa trong họ Cúc. Loài này được Gómiz mô tả khoa học đầu tiên năm 2001.